# Riacho Aldeia
O Riacho Aldeia é um riacho (um pequeno rio) brasileiro que banha o estado da Paraíba.